# HD 73534
Gakyid eller HD 73534 är en ensam stjärna belägen i den södra delen av stjärnbilden Kräftan. Den har en skenbar magnitud av ca 8,23 och kräver åtminstone en stark handkikare eller ett mindre teleskop för att kunna observeras. Baserat på parallax enligt Gaia Data Release 2 på ca 12,0 mas, beräknas den befinna sig på ett avstånd på ca 272 ljusår (ca 84 parsek) från solen. Den rör sig bort från solen med en heliocentrisk radialhastighet på ca 10 km/s.

## Nomenklatur
Stjärnan HD 73534 har tilldelats namnet Gakyid på förslag av Bhutan som en del av kampanjen NameExoWorlds under 100-årsjubileet för IAU. Gakyid betyder "lycka".

## Egenskaper
Primärstjärnan HD 73534 är en gul underjättestjärna av spektralklass G5 IV, som utvecklas bort från huvudserien. Den har en massa som är ca 1,3 solmassor, en radie som är ca 2,2 solradier och har ca 3,9 gånger solens utstrålning av energi från dess fotosfär vid en effektiv temperatur av ca 5 000 K.

## Planetsystem
År 2009 tillkännagavs upptäckten av en exoplanet, HD73534 b, vid stjärnan. Det är det första planetsystemet som upptäckts i Kräftan sedan det av 55 Cancri i april 1996, och den sjätte planeten, eftersom 55 Cancri har fem kända planeter.
| Planet | Massa           | Halv storaxel (AE) | Siderisk omloppstid (d) | Excentricitet | Inklination | Radie |
| ------ | --------------- | ------------------ | ----------------------- | ------------- | ----------- | ----- |
| b      | ≥1,01 ± 0,21 MJ | 2,95 ± 0,22        | 1 721 ± 36              | 0 (fast)      | -           | -     |